# 暉峻淑子
暉峻 淑子（てるおか いつこ、1928年2月5日 - ）は、日本の経済学者、評論家。埼玉大学名誉教授。夫は農業経済学者の暉峻衆三。長男は映画評論家の暉峻創三。弟は音楽プロデューサーの栗山章。

## 略歴
高分子化学の権威であり、九州大学名誉教授となる栗山捨三の三女として大阪府に生まれる。福岡県福岡高等女学校を経て、日本女子大学文学部卒業後、東京大学の東畑精一研究室に勤務しつつ法政大学大学院社会科学研究科経済学専攻に学び、同博士課程満期退学。1955年、東畑精一研究室で知り合った暉峻衆三と結婚。1991年「豊かさとは何か」で経済学博士の学位を取得。鶴見女子大学助教授、教授、1977年埼玉大学教授、1991年定年退官、1993年教育学部名誉教授、日本女子大学教授、1998年退職。また、NGO・国際市民ネットワーク代表として難民支援を続ける。この間、ベルリン自由大学、ウィーン大学で客員教授を務めた。
左派の立場からマスコミで資本制批判、家永三郎教科書裁判支援などで発言してきた。
長男の暉峻創三は映画評論家で、『ドレミファ娘の血は騒ぐ』で謎の学生「テルオカ君」役を演じた。二男の暉峻僚三はNGO「国際市民ネットワーク」事業統括者。

## 著書
- 『生活経済論』時潮社、1980年。
- 『サンタクロースってほんとにいるの?』福音館書店〈かがくのとも傑作集〉、1982年。
- 『ゆとりの経済』東洋経済新報社、1985年。
- 『豊かさとは何か』岩波書店〈岩波新書〉、1989年。
- 『経済優先社会 このままではいけない』労働旬報社〈メッセージ21〉、1992年。
- 『ほんとうの豊かさとは 生活者の社会へ』岩波書店〈岩波ブックレット〉、1995年。
- 愛知県教育サービスセンター 編『豊かさへのアプローチ』 43巻、第一法規出版 東海支社〈県民大学叢書〉、1995年。
- 『サンタクロースを探し求めて』岩波書店〈グーテンベルクの森〉、2003年。
- 『豊かさの条件』岩波書店〈岩波新書〉、2003年。
- 『格差社会をこえて』岩波書店〈岩波ブックレット〉、2005年。
- 『豊かさへもうひとつの道』かもがわ出版、2008年。
- 『助けあう豊かさ』フォーラム・A〈Forum books〉、2011年。
- 『社会人の生き方』岩波書店〈岩波新書〉、2012年。
- 『対話する社会へ』岩波書店〈岩波新書〉、2017年。
- 『東京・練馬発「対話的研究会」の試み』日本評論社、2023年。
- 『サンタクロースを探し求めて』岩波書店、2024年。
- 『承認をひらく 新・人権宣言』岩波書店、2024年。

### 共編著
- 『公共サービスと国民生活 暮らしからみた医療・老齢福祉・情報サービス』編著　産業統計研究社　1983
- 『調査と人権』広田伊蘇夫共編　現代書館　1987
- 『世界に通用しない教科書検定 家永教科書裁判第三次訴訟』加藤周一と証言　教科書検定訴訟を支援する全国連絡会　1992　教科書裁判ブックレット
- 『日本の文化と「豊かさ」を語る メッセージ』倉本聡共著 平和・民主主義・革新統一をすすめる全国懇話会編　平和・民主主義・革新統一をすすめる全国懇話会　1992
- 『豊かさへの接近 生活の立場から』編著　産業統計研究社　1993
- 日高六郎 編『教科書検定 私の体験』アドバンテージサーバー〈ブックレット生きる〉、1994年。
- 『なぜ教科書裁判をたたかったのか ドキュメント戦後史』家永三郎共著　1994　岩波ブックレット
- 『教育基本法の「見直し」に反論する』永井憲一共編著　2002　かもがわブックレット
- 『未来の日本へ、未来の福祉へ ゆたかさという対岸への船出のために』福井典子編 中沢正夫,二宮厚美共著　萌文社　2003
- 『がん予備軍のあなたへ がんを知り、がんと向き合う』金子安比古,樋野興夫共著　かもがわ出版　2010
- 『不安社会を変える 希望はつながる市民力』宇都宮健児,阿部彩,篠藤明徳共著 かもがわ出版 2013

## 参考
- 日本人名大事典『暉峻淑子』 - コトバンク
- 豊かさへ もうひとつの道 - 紀伊國屋書店BookWeb